# Paciuksenkatu
Paciuksenkatu est une rue des quartiers de Meilahti et Munkkiniemi à Helsinki en Finlande.

## Présentation
La rue, d'environ 1,9 kilomètre de long, porte le nom du compositeur Fredrik Pacius.
La Paciuksenkatu commence à la frontière Meilahti et Taka-Töölö à l'intersection des rues Merikannontie et Stenbäckinkatu.
La section allant du début de la rue à l'intersection de la rue Tukholmankatu est à quatre voies. 
Le reste jusqu'à Munkkiniemen aukio est nettement plus large, avec au moins trois voies dans chaque direction et des rails de tramway au milieu.
Le tronçon entre la rue Tukholmankatu jusqu'au bout de Paciuksenkatu fait aussi partie de la route nationale 1. 
Bien que la rue soit longue, il n'y a que quelques bâtiments résidentiels près de l'intersection de la rue Tukholmankatu. 
La largeur de la rue à son point le plus large est d'environ 50 mètres.
La grande zone de l'hôpital de Meilahti est bordée à l'ouest par Paciuksenkatu, et l'hôpital-pont est en construction en bordure de Paciuksenkatu.

## Transports en commun
Les bus de la ligne 25 circulent d'un bout à l'autre de la rue Paciuksenkatu.
La ligne de bus 24 circule du début de la rue jusqu'à Seurasaarentie.
Sur la partie de Paciuksenkatu située entre Tukholmankatu et Munkkiniemi circulent, entre-autres, les lignes  20, 30, 500 et  510 et la ligne de tramway 4.